# Улица Шота Руставели (Ташкент)
Улица Шота Руставели (узб. Shota Rustaveli ko'chasi, Шота Руставели кўчаси) — одна из центральных улиц Ташкента. В древности являлась одной из улиц, ведущих в Джизак и Самарканд.
Ранее носила названия Дачная (узб.  Dala hovli) и Зангиота (узб. Zangiota). Протяжённость улицы составляет примерно 6,5 км.

## Расположение
Улица находится в южной части Ташкена на территории Яккасарайского района. Является продолжением Шахрисабзской улицы (бывшая Первомайская) (данную улицу и Шота Руставели разделяет Мирабадская улица) и улицу Янги Сергели Йули. Улица Шота Руставели образует перекрестки с улицами Глинки, Абдуллы Каххара, Бобура, Мукими, Чапаната, а также пересекается с Малой Кольцевой дорогой.

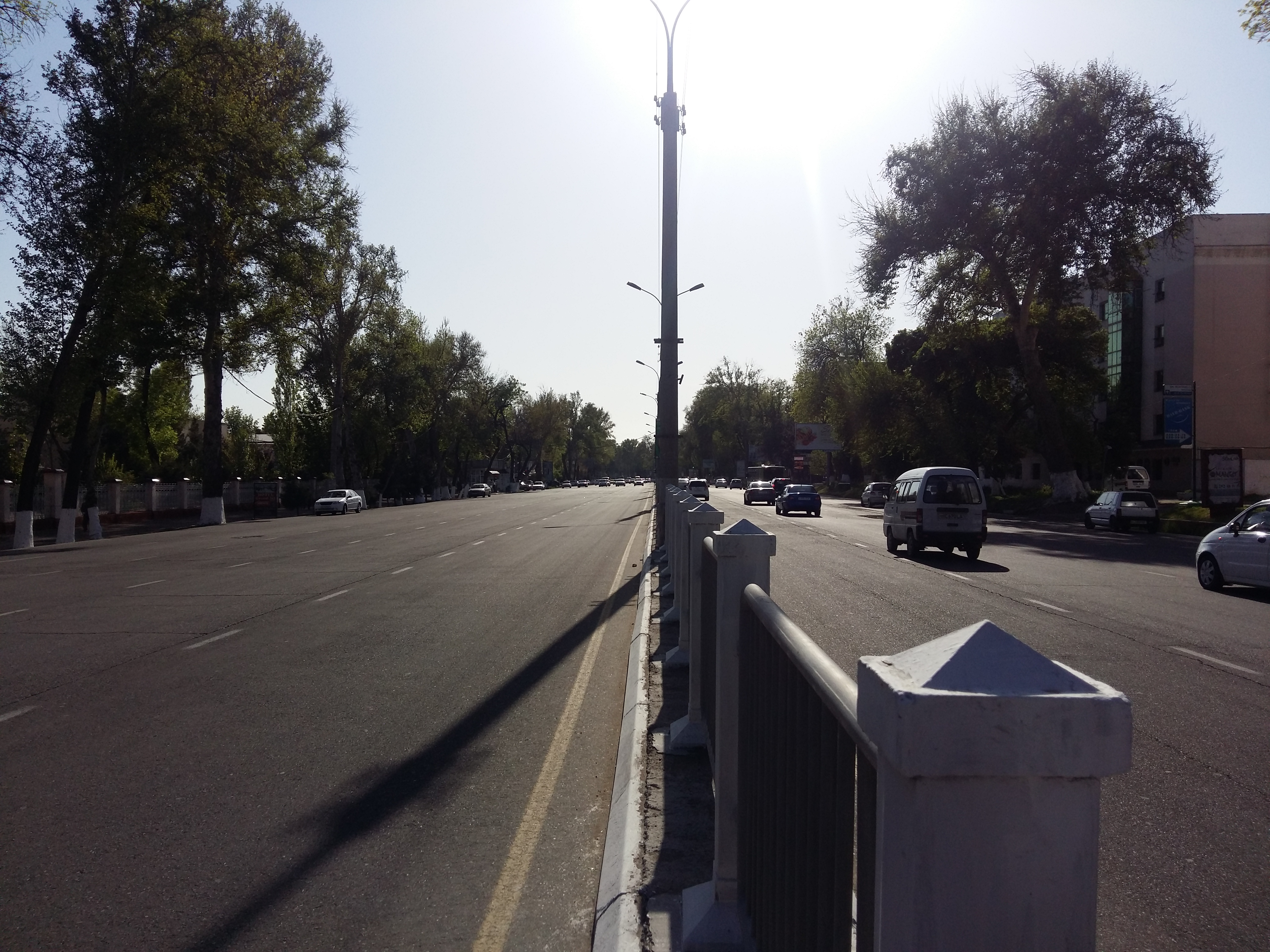
Ташкентская улица Шота Руставели

## История
Улица была образована во второй половине XIX века в качестве улицы ведущей к саду генерал-губернатора Туркестана (в настоящее время парк имени Бобура), и была названа Дачной, а затем переименована в улицу Зангиота. В 1938 году была переименована в честь грузинского писателя XII века Шота Руставели. В начале 30-х годов начались строения зданий европейского типа.
10 февраля 1991 года вышло постановление Ташкентского городского совета №14/2 о переименовании улицы Шота Руставели в улицу Усмана Насыра, а 28 апреля 2010 года решением хакима Ташкента №243, улице вернули название Шота Руставели.
С 1 июня 2025 года началось реконструкция улицы Шота Руставели в рамке сделать систему BRT (Bus Rapid Transit) где автобусы смогут ехать в центре улицы. BRT система на улице Шота Руставели могут закончить уже к сентябрю. Также эта система может быть на улицах Янги Сергели, Шахрисабз и Амира Тимура. Позже при реконструкции под улицей нашли трамвайные пути Ташкентского трамвая, и сказали что возможно из-за путей под дорогой, реконструкция улицы Шота Руставели может затянуться.

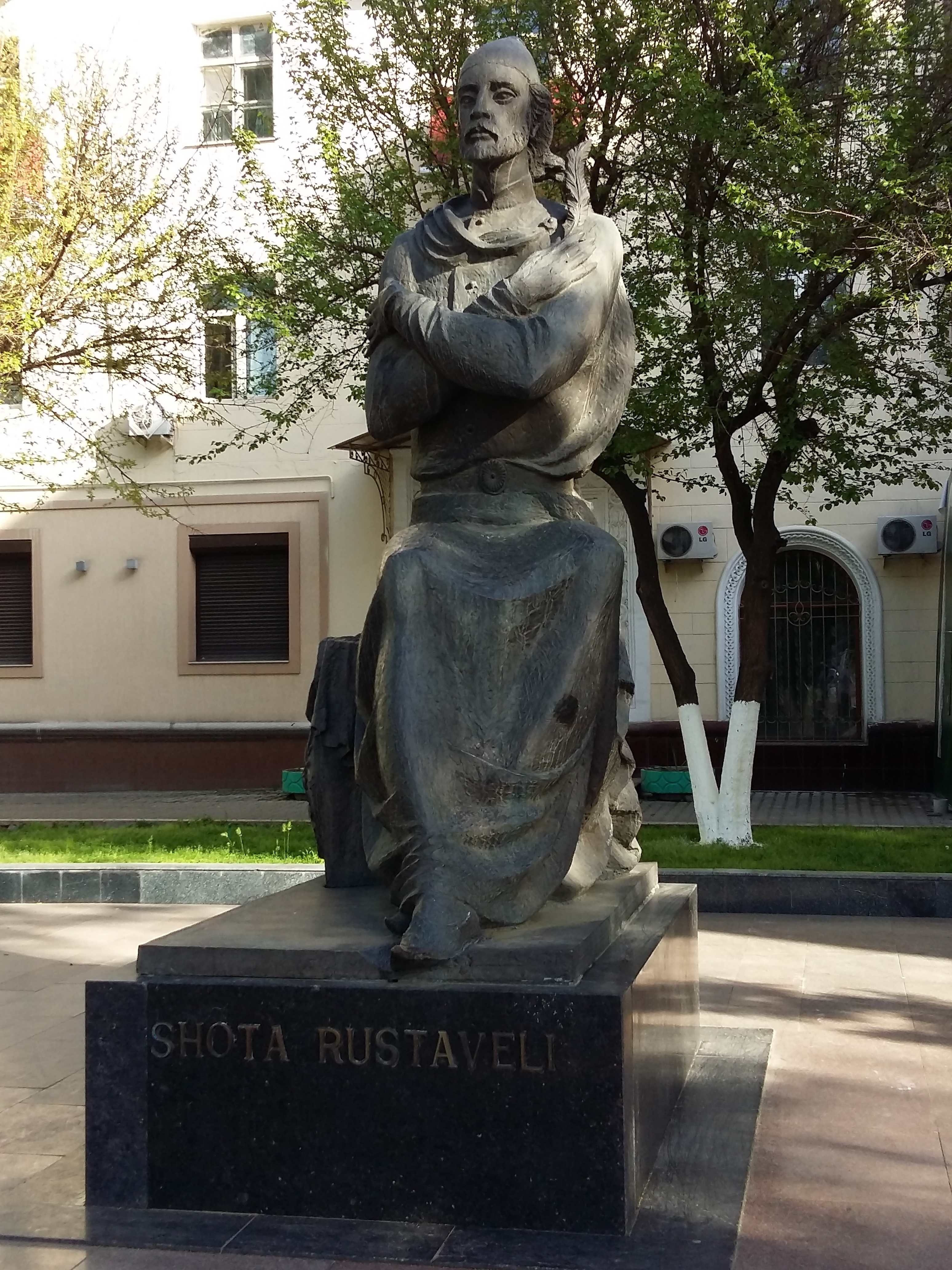
Памятник Шота Руставели

## Застройка
На Улице Шота Руставели расположен ряд зданий имеющих важное место в социально-экономической и культурной жизни города. На улице расположен парк Дружбы (ранее назывался парк Бабура), гостиница Grand Mir, здания Ташкентского областного суда по гражданским делам и Исполнительного комитета международного фонда спасения Арала, посольство Швейцарии, торговый центр «Саодат». Кроме того на Шота Руставели имеются множество различных организаций и предприятий. С 1987 на перекрестке с улицей Глинки расположен памятник Шота Руставели, созданный скульптором Яковом Шапиро..Также на пересечение улиц Шота Руставели и Бобура на одну из центральных площадей города, в связи с архитектурной перестройкой в Ташкенте перенесли памятник великому русскому поэту Александру Пушкину.

## Общественный транспорт
По определённым участкам улицы Шота Руставели пролегают маршруты автобусов: 2, 12, 18, 33, 38, 40, 48, 57, 58, 69, 80, 81, 90, 98, 131, 134, 135, а также маршрутных такси: 12и,71, 88, 98.